# 1877 Marsden
1877 Marsden è un asteroide della fascia principale. Scoperto nel 1971, presenta un'orbita caratterizzata da un semiasse maggiore pari a 3,9471906 UA e da un'eccentricità di 0,2107033, inclinata di 17,54597° rispetto all'eclittica.
L'asteroide è stato così chiamato in onore di Brian Marsden.